# ATG16L1
La proteïna relacionada amb l'autofàgia 16-1 és una proteïna que en humans està codificada pel gen ATG16L1.

## Funció
L'autofàgia és el principal sistema de degradació intracel·lular, fent arribar components citoplasmàtics als lisosomes, i és la responsable de la degradació de la majoria de proteïnes de vida llarga i d'alguns orgànuls. Els components del citoplasma, incloent-hi els orgànuls, són segrestats en autofagosomes de doble membrana, que posteriorment es fusionen amb lisosomes. ATG16L1 és un component d'un gran complex proteic essencial per a l'autofàgia.

## Importància clínica
Mutacions al gen ATG16L1 podrien estar relacionades amb la malaltia de Crohn.